# G.729
El protocol G.729 és un algorisme de  compressió de dades d'àudio basat en vocoders de banda estreta lliure de drets d'autor que utilitza una longitud de fotograma de 10 mil·lisegons. Oficialment es descriu com a codificació de la parla als 8 anys. kbit/s utilitzant la codificació de parla de predicció lineal excitada per codi (CS-ACELP), i es va introduir el 1996. L'extensió de banda ampla de G.729 s'anomena G.729.1, que és igual a l'annex J de G.729. La música o tons com ara el DTMF o els tons de faxos no poden ser transportats mitjançant aquest còdec, de la mateixa manera que tampoc pot el G.711 o protocols anteriors que transporten aquest tipus de senyal.
G.729 s'usa principalment en aplicacions de VoIP (Voice over IP) atès als seus petits requeriments d'amplada de banda. Aquest estàndard opera a 8 kbit/s però hi ha extensions que proporcionen 6,4kbit/s i 11,8 kbit/s, per obtenir una pitjor o millor qualitat de veu, respectivament. També és molt comú l'ús del G.729a, el qual és compatible amb G.729 però requereix una menor computació. Aquesta menor computació suposa una disminució en la qualitat de la veu.
L'annex B de G.729 és un esquema de compressió del silenci, el qual disposa d'un mòdul VAD usat per detectar activitat de veu (tant si es parla com si no). També inclou un mòdul DTX, el qual decideix si cal actualitzar els paràmetres de soroll de fons. D'altra banda, també inclou un generador de soroll de confort (en anglès Comfort Noise Generator, CNG), ja que quan una transmissió s'atura a causa del fet que no es parla, si no hi hagués un mínim soroll de fons, l'altre usuari podria interpretar que la comunicació s'ha tallat.
A partir de l'1 de gener de 2017, els termes de les patents de la majoria de les patents amb llicència del Consorci G.729 han caducat, i les patents restants que no han caducat es poden utilitzar lliures de drets d'autor. G.729 inclou patents de diverses empreses que, fins al seu venciment, tenien llicència de Sipro Lab Telecom, l'administrador de llicències de propietat intel·lectual autoritzat per a la tecnologia i el conjunt de patents G.729.